# 李鉉 (弘治舉人)
李鉉（15世紀—16世紀），字尚用，河南開封府蘭陽縣人，明朝政治人物。

## 生平
李鉉先人在元朝封千戶侯，喜歡乘黑馬，人稱黑馬將軍，是天順三年舉人李愚之子，弘治十四年（1494年）中舉人，授內黃知縣，陞任安州知州，任官十多年清貧如故，歸鄉後無法供養自身，得人推崇。
李鉉的孫子李希尹是嘉靖四十年舉人，而李希召則是萬曆二十年進士。

## 引用
1. 1 2  民國《蘭陽縣志·卷七·人物志》：李鉉 字尚用，愚之子，弘治十四年登科，正德初授直隸內黃知縣，陞安州知州，在官清苦十餘歲，後歸田里不能充養其身，里論高之；其先在元時名三官者封千戶侯，愛乘黑馬，故時人號稱黑馬將軍，世有隱德之報，鉉之孫希尹舉于鄉、希召登進士。